# Behaviour Interactive
Pour les articles homonymes, voir Behaviour.

Ancien logo, utilisé lorsque la société s'appelait Artificial Mind & Movement

Behaviour Interactif est un studio de développement de jeux vidéo canadien spécialisé dans la production de jeux d'action/aventure en 2D et 3D pour les consoles de jeux vidéo de salon, les consoles de jeux portables, les PC et les mobiles. Basée à Montréal, la société est, entre autres, le producteur et l'éditeur du jeu d'action et d'horreur Dead by Daylight.

## Histoire

### Prémices
L'entreprise est fondée en 1992 à Québec sous le nom de Megatoon. Deux ans plus tard, Rémi Racine, l'actuel PDG et producteur exécutif de l'entreprise, cofonde Multimedia Interactive (MMI), basée à Montréal, afin de développer des logiciels de divertissement interactif pour CD-ROM. Les deux entreprises sont vendues à Malofilm Communications en 1996, pour être fusionnées un an plus tard et ainsi former Behaviour Interactif, avec Rémi Racine comme directeur général. Le studio lance en 1997 Jersey Devil sur Playstation puis sur Windows. Distribué par Sony, Jersey Devil attire l'attention d'Infogrames Entertainment, qui demande alors à Behaviour Interactive de produire ce qui allait devenir Bugs Bunny : Voyage à travers le temps.

### Artificial Mind & Movement
En 1999, Rémi Racine et quelques investisseurs rachètent le studio, mais doivent le renommer, changeant son nom en 2000 pour Artificial Mind & Movement Inc. (A2M). Sous le nom d'A2M, le studio continue ses projets d’offre de services, produisant des titres pour des clients tels que Konami, Sony Computer Entertainment, Ubisoft, Disney Interactive Studios, Nintendo, EA et Activision. En novembre 2008, la société rachète à Activision Blizzard la société Wanako Games, basée à Santiago[6], qui était le premier et le plus grand studio de jeux sud-américain. En tant qu'A2M, le studio continu à se concentrer sur la production de titres originaux, publiant Scaler (2004), WET (2009) et Naughty Bear (2010). Ce dernier titre se vend à plus de 800 000 exemplaires sur console et jette les bases pour Dead by Daylight, un jeu original sorti en 2016 et qui change tout pour Behaviour.

### Retour àBehaviour Interactif
Le 8 novembre 2010, Artificial Mind & Movement annonce que son nom redevient Behaviour Interactif. Ce changement est dû en partie à l'augmentation de la production de titres originaux et donc à une présence plus forte dans la communauté des joueurs, en partie à la disponibilité du nom original et en partie à cause d’une interprétation particulièrement obscène de l'initialisation "A2M".
Le studio maintient ses offres de services avec des clients majeurs tout en continuant à investir dans des jeux originaux. En 2016, Behaviour sort Dead by Daylight, un jeu d'action-horreur de survie multijoueur publié par le suédois Starbreeze. Dead by Daylight se vend à plus d'un million d'exemplaires au cours de ses deux premiers mois, et compte désormais plus de 50 millions de joueurs dans le monde. En 2018, Behaviour achète les droits d'édition du jeu à Starbreeze pour 16 millions de dollars américains. Grâce en grande partie au succès du jeu, Behaviour voit ses revenus passer de 25 millions de dollars canadiens en 2015 à 225 millions de dollars canadiens en 2021,.
En 2019, Behaviour Interactive se réclame d'être l'un des premiers studios de jeux vidéo à abolir le crunch, une pratique controversée mais répandue dans le secteur des jeux vidéo, qui oblige les employés à travailler plus longtemps, souvent sans être rémunérés, afin de respecter les étapes d'un projet,. Le studio est notamment désigné comme l'un des meilleurs lieux de travail au Canada par le média industriel GamesIndustry en 2018.
En avril 2022, Behaviour annonce l'ouverture d'un nouveau bureau à Toronto. Le studio prévoit accueillir au moins 50 employés travaillant sur des projets à travers les trois unités d’affaires de Behaviour.
En mai 2022, Behaviour Interactif annonce l'acquisition du studio de développement de jeux Midwinter Entertainment, basé à Seattle.
La prochaine grande sortie originale de Behaviour, Meet Your Maker, est prévue pour avril 2023 sur PC, PlayStation 4/5 et Xbox One, Series X/S. Le jeu est présenté comme un « jeu de construction et de pillage post-apocalyptique à la première personne où chaque niveau est conçu par et pour les joueurs. ».
Au cours de l'été 2022, Behaviour a sorti Hooked on You, un jeu de drague dérivée de la franchise Dead by Daylight, et le jeu de bagarres frénétiques Flippin Misfits. Les deux jeux ont été révélés aux côtés de Meet Your Maker lors de la toute première édition de Behaviour Beyond, une présentation des jeux et du contenu à venir pour le studio, en août 2022.
En février 2023, Behaviour a annoncé l'acquisition du studio de jeux vidéo britannique SockMonkey, qui est maintenant Behaviour UK - North.
En mars 2023, il a été annoncé qu'un film basé sur Dead by Daylight est en développement en collaboration avec Blumhouse Productions, Atomic Monster Productions et Striker Entertainment.
En mai 2023, l'Université Concordia de Montréal a annoncé la création d'une nouvelle chaire de recherche en conception de jeux vidéo, financée par Behaviour, au sein de son département de design et d'arts informatiques. Behaviour financera la chaire de recherche à hauteur de 2 millions de dollars au cours des 10 prochaines années.
En juillet 2023, Behaviour a annoncé l'ouverture d'un nouveau studio à Truro, en Cornouailles, qui s'appellera Behaviour UK - South.
En août 2023, Behaviour a annoncé l'acquisition du studio de jeux vidéo néerlandais Codeglue, qui est maintenant Behaviour Rotterdam.
Au fin de novembre 2023, Behaviour a annoncé que Dead by Daylight compte plus de 60 millions de joueurs dans le monde.
En mars 2024, Behaviour a annoncé l'acquisition de Fly Studio, un concepteur et producteur d'expériences multimédias primé de Montréal. Behaviour a déclaré que l'acquisition visait à consolider sa position sur le marché du divertissement basé sur la localisation (LBE). Selon son site Web, Expériences immersives a remplacé l'unité Solutions d'affaires du studio.
En avril 2024, Behaviour a annoncé qu'il s'associait avec le développeur de jeux indépendant scandinave Haenir Studio pour donner vie à leur jeu coopératif de survie et d'horreur médiévale Blight: Survival.
Le 24 septembre 2024, Behaviour achète le studio indépendant Red Hook Studios, connu pour la franchise Darkest Dungeon. Celui-ci compte 29 employés,.

## Unités d'affaires
Les activités de Behaviour sont divisées en deux unités d'affaires : Services et Jeux originaux. L'unité Services fournit des services de développement aux grandes marques de l'industrie du jeu vidéo et du divertissement telles que Disney, Sony, Activision, Warner Bros, Discovery, Ubisoft, HBO et Nintendo, et comprend également une verticale nommée Expériences Immersives qui se concentre principalement sur le divertissement basé sur la localisation (LBE). Son unité Jeux originaux produit le contenu original de Behaviour, incluant Dead by Daylight.

## Jeux développés
- 1997 : Jersey Devil
- 1999 : Bugs Bunny : Voyage à travers le temps
- 2000 : Bugs Bunny et Taz : La Spirale du temps
- 2000 : Turbo Schtroumpf
- 2000 : The Grinch
- 2002 : L'Âge de glace
- 2002 : Monstres et Cie : L'Île de l'épouvante
- 2004 : Get On Da Mic
- 2004 : Scaler (en)
- 2004 : Carmen Sandiego : Le Secret des Tam-Tams Volés
- 2004 : Kim Possible
- 2004 : La ferme se rebelle
- 2004 : Scooby-Doo : Le Livre des ténèbres
- 2005 : Flow: Urban Dance Uprising
- 2005 : Chicken Little
- 2005 : Lizzie McGuire 2
- 2005 : Scooby-Doo! : Démasqué
- 2006 : Happy Feet (versions Game Boy Advance, PlayStation 2, PC, Nintendo DS et Wii)
- 2006 : Lucas, fourmi malgré lui
- 2006 : Kim Possible : Quelle est la Mission ?
- 2006 : Teen Titans
- 2006 : Monster House
- 2006 : Kim Possible : Kimmunicator
- 2006 : everGirl
- 2006 : Ed, Edd n Eddy: The Mis-Edventures
- 2007 : Power Rangers: Super Legends (versions PlayStation 2, PC et Nintendo DS)
- 2007 : Spider-Man : Allié ou Ennemi (versions Nintendo DS & PSP)
- 2007 : Kim Possible : La Chasse au Jumeau (version Nintendo DS)
- 2008 : Kung Fu Panda : Guerriers Légendaires pour Nintendo DS et Wii
- 2008 : Iron Man (versions Wii, PlayStation 2, PlayStation Portable, PC et Nintendo DS)
- 2008 : High School Musical : Reves de Star ! (version Nintendo DS)
- 2008 : Mercenaries 2 : L'Enfer des favelas (version PlayStation 2)
- 2008 : High School Musical 2 : Un Ete Sur Scène ! (version Nintendo DS)
- 2008 : Transformers Animated : Le Jeu (version Nintendo DS)
- 2008 : La Momie : La Tombe de l'Empereur Dragon (version Nintendo DS)
- 2009 : WET pour Xbox 360, PlayStation 3
- 2009 : Indiana Jones et le Sceptre des rois pour Wii, PlayStation 2, PlayStation Portable
- 2009 : MySims Racing pour Nintendo DS et Wii
- 2009 : Le Seigneur des anneaux : L'Âge des conquêtes (version Nintendo DS)
- 2010 : Doritos Crash Course pour Xbox 360 (Xbox Live Arcade)
- 2010 : MySims SkyHeroes pour Xbox 360, PlayStation 3, Wii et Nintendo DS
- 2010 : Naughty Bear pour Xbox 360, PlayStation 3
- 2010 : Dante's Inferno pour PlayStation Portable
- 2011 : Voltron: Defender of the Universe pour Xbox 360 (Xbox Live Arcade) et PlayStation 3 (PSN)
- 2011 : Transformers 3 : La Face cachée de la Lune pour Wii, Nintendo 3DS et Nintendo DS
- 2011 : Rango pour Xbox 360, PlayStation 3, Wii et Nintendo DS
- 2012 : Naughty Bear: panic in the paradise pour Xbox 360 et PlayStation 3
- 2012 : L'Age de Glace 4 : La Dérive des Continents - Jeux de l'Arctique ! pour Xbox 360, PlayStation 3, Wii, Nintendo 3DS
- 2012 : Rebelle pour Xbox 360, PlayStation 3, Wii, Wii U, Nintendo 3DS
- 2012 : Alvin and the Chipmunks: Chipwrecked pour Xbox 360, Wii et Nintendo DS
- 2015 : Warhammer 40,000: Eternal Crusade, PC
- 2016 : Dead by Daylight, PC, consoles
- 2017 : Assassin's Creed: Rebellion, iOS et Android
- 2018 : Deathgarden, PC, XBox One et PS4
- 2018 : Halo: The Master Chief Collection, mise à jour de 2018, Xbox[30]
- 2019 : Deathgarden: BLOODHARVEST, PC
- 2020 : Game of Thrones: Beyond the Wall, iOS et Android
- 2022 : Jurassic World Primal Ops sur IOS et Android (le jeu n'auras duré que 4 mois (fermeture bientôt))
- 2023 : Meet Your Maker, PC, PS4, PS5, Xbox One et Xbox series